# Aralia stipulata
Aralia stipulata é uma espécie de Aralia.

## Sinônimos
- Aralia gaoshanica Z.Y.Zhu
- Aralia taibaiensis Z.Z.Wang & H.C.Zheng
- Eleutherococcus mairei H.Lév.